# 李孝協
李 孝協（り こうきょう、? - 664年）は、中国の唐の宗室。唐の高祖李淵の従弟の長平粛王李叔良の子。

## 経歴
武徳5年（622年）、范陽郡王に封ぜられた。貞観初年、郇国公に降封され、魏州刺史に任ぜられた。
麟徳元年（664年）、収賄事件に連座して、自殺させられた。

## 伝記資料
- 『旧唐書』巻六十 列伝第十「宗室伝」
- 『新唐書』巻七十八 列伝第三「宗室伝」